# 新垣紀子
新垣 紀子 （しんがき のりこ、1965年 - ）は日本の認知科学者、成城大学社会イノベーション学部教授。「方向音痴」の専門家として知られる。

## 来歴・人物
大阪府に生まれ、1988年に大阪大学基礎工学部物性物理工学科を卒業した。1990年に大学院基礎工学研究科博士前期課程を修了して、日本電信電話株式会社 (NTT) 研究所に入所した。大学院時代には半導体研究、研究所時代の初期にはソフトウェア研究に取り組んだが、やがてヒューマンインタフェース研究に注力するようになり、「方向音痴」の専門家としてメディアにも露出するようになった。1999年には、前年に日本認知科学会の学会誌『認知科学』に掲載された論文「なぜ人は道に迷うか: 一度訪れた目的地に再度訪れる場面での認知プロセスの特徴」により、日本認知科学会論文賞を受賞した。
2005年に成城大学社会イノベーション学部助教授となり、2008年に教授に昇任した。この間、2006年には「社会的な問題解決場面における外界情報の役割に関する研究」により、名古屋大学から博士（情報科学）を授与された。また、野島久雄、佐藤浩司、北端美紀、小野澤晃との連名で2005年にヒューマンインタフェース学会の論文誌に掲載された「人はどれ だけのモノに囲まれて生活をしているのか？: ユビキタス環境における人とモノのインタラクション支援に向けて」により、2006年にヒューマンインタフェース学会論文賞を受賞した。

## おもな著書
- （野島久雄との共著）方向オンチの科学：迷いやすい人・迷いにくい人はどこが違う?、講談社（ブルーバックス）、2001年
  - 2005年には桜雲会から点字でも出版されている。